# Сомообразные
Со́мообра́зные (лат. Siluriformes) — отряд лучепёрых рыб, включающий сомов и сходных с ними представителей. На июль 2018 года в состав отряда включают 40 современных семейств с 497 родами и 3781 видом и 3 ископаемых семейства. Распространены в водоёмах Европы (3 вида), Азии (842 вида), Африки (557), Северной (50), Центральной (64) и Южной (2169) Америки, Океании (44), в Атлантическом (20), Индийском (41) и Тихом (60) океанах. В водах Австралии встречаются вторично пресноводные представители угрехвостых сомов; в водоёмах полярных регионов планеты их нет. В пресных водах России — 10 видов сомообразных.
Сомообразные очень разнообразны по величине, достигают длины от 1,2 см (Miuroglanis platycephalus и Scoloplax dolicholophia из Южной Америки) до 5 м при массе до 306 кг (обыкновенный сом из Европы). Однако большинство сомообразных — мелкие рыбы, почти половина всех их видов имеет размеры, не превышающие 10 см, и только около 2% представителей отряда вырастают до 1 м и более (средняя длина тела сомообразных составляет около 20 см). 

## Классификация
В 2018 году в отряде сомообразных выделяют следующие семейства:
- Ailiidae
- Akysidae — Акизовые
- Amblycipitidae — Толстохвостые сомы, или амблицепсовые
- Amphiliidae — Амфилиевые, или африканские магкоперосомовые[5]
- Anchariidae
- Ariidae — Ариевые
- Aspredinidae — Аспредовые
- Astroblepidae — Астроблеповые
- Auchenipteridae — Затылкопёрые сомы, или аухениптеровые
- Auchenoglanididae — Аухеногланидовые
- Austroglanididae — Австрогланидовые
- Bagridae — Косатковые, или багровые
- Callichthyidae — Панцирниковые сомы, или каллихтиевые
- Cetopsidae — Цетопсовые
- Chacidae — Хаковые
- Clariidae — Клариевые
- Claroteidae — Косатки-клароты, или кларотовые
- Cranoglanididae — Краногланидовые
- Diplomystidae — Дипломистовые
- Doradidae — Бокочешуйниковые сомы, или броняковые
- Erethistidae — Эретистовые
- Heptapteridae — Семипёрые сомики, или гептаптеровые
- Heteropneustidae — Мешкожаберные сомы
- Horabagridae
- Ictaluridae — Кошачьи сомы, или икталуровые
- Lacantuniidae
- Loricariidae — Кольчужные сомы, или лорикариевые
- Malapteruridae — Электрические сомы, или малаптеруровые
- Mochokidae — Перистоусые сомы, или мохоковые
- Nematogenyidae — Нематогениевые
- Pangasiidae — Пангасиевые
- Pimelodidae — Плоскоголовые сомы, или пимелодовые
- Plotosidae — Угрехвостые сомы, или плотосовые
- Pseudopimelodidae — Псевдопимелодовые
- Ritidae
- Schilbeidae — Шильбовые (= Schilbidae)
- Scoloplacidae — Сколоплаксовые
- Siluridae — Сомовые (107 видов, Евразия, 6 см — 5 м)[6]
- Sisoridae — Горные сомы, или багариевые
- Trichomycteridae — Ванделлиевые, или пигидиевые
- † Andinichthyidae
- † Bachmanniidae
- † Hypsidoridae — Гипсидоровые

## Разнообразие сомообразных
- Анциструс обыкновенный (Ancistrus dolichopterus)
- Анциструс (Ancistrus)
- Птеригоплихт парчовый (Glyptoperichthys gibbiceps)
- Panaque nigrolineatus
- Плекостомус
- Лорикария
- Золотистая стурисома (Sturisomatichthys aureum)
- Игловидная фарловелла (Farlowella acus)
- Hypancistrus zebra
- Отоцинклус
- Отоцинклус
- Отоцинклус
- Отоцинклус
- Крапчатый сомик (Corydoras paleatus)
- Сомик золотой (Corydoras aeneus)
- Акулий сом (Pangasius hypophthalmus)
- Двуусый индийский стеклянный сомик (Kryptopterus bicirrhis)
- Синодонты (Synodontis)
- Таракатум